# أرقطيون أطلسي
الأرقطيون الأطلسي (الاسم العلمي: Arctium atlanticum) هي نوع نباتي يتبع جنس الأرقطيون من الفصيلة النجمية.

## الموئل والانتشار
موطنه المغرب العربي.

## مرادفات للاسم العلمي
- (باللاتينية: Lappa atlantica Pomel)
- (باللاتينية: Arctium minus subsp. atlanticum (Pomel) Maire)